# Typhlocyba quercus
Typhlocyba quercus är en insektsart som först beskrevs av Fabricius 1777.  Typhlocyba quercus ingår i släktet Typhlocyba och familjen dvärgstritar. Arten är reproducerande i Sverige. Inga underarter finns listade i Catalogue of Life.